# Palimna subrondoni
Palimna subrondoni är en skalbaggsart som beskrevs av Stefan von Breuning 1965. Palimna subrondoni ingår i släktet Palimna och familjen långhorningar.
Artens utbredningsområde är Laos. Inga underarter finns listade i Catalogue of Life.